# Булкур
Булку́р — река в России, протекает в Булунском улусе Якутии, примерно в 100 км западнее Тикси. Левый приток реки Лена. Длина — 41 км.
Река Булкур берёт начало на высоте около 240 м. Течёт на северо-восток.
В 1881 году река была исследована шведскими учёными. Название реки, вероятно, связано с этнонимом булгары.